# Alfántega
Alfántega est une commune d’Espagne, dans la province de Huesca, communauté autonome d'Aragon comarque de Cinca Medio.